# Hugo Nolthenius
Hugo Nolthenius (Amsterdam, Països Baixos, 20 de desembre de 1848 – 8 de juny de 1929) fou un músic holandès considerat un a compositor autodidacta malgrat que va estudiar amb Viotta, Cramer i Averkamp. Va ser professor de llengües clàssiques a Utrecht. Va ser durant molts anys director coral a Amsterdam, Naarden-Bussum i Utrecht. També fou membre de la junta de la Societat per a la Promoció de la Música. També actuà com a tresorer i president de la Societat Holandesa Vegetariana.
Al costat de Simon van Milligen va fundar la revista Setmana per la música, que s'edità de 1895 fins a la seva dissolució el 1910. També fou crític de l'Utrechtsch Dagblad. Junt amb Henri Viotta que en aquell temps estava en els Països Baixos foren els propagandistes principals de l'obra de Richard Wagner.
Va fer un treball sobre Bayreuth el 1891 i se li deuen un trio per a piano, cançons i diversos musicals per a teatre.